# Aitzina !
Aitzina ! (en français : En avant !) est une organisation de jeunesse de la gauche abertzale active au Pays basque français et militant pour l'indépendance du Pays basque. Fondée en 2013, elle s'autodissout en 2020.

## Historique
Aitzina ! est officiellement fondée le 2 novembre 2013 à Bayonne après un travail de préparation de plusieurs mois ayant pour objectif de réunir dans une même organisation les jeunes abertzale de gauche du Pays basque français. Le mouvement est soutenu à sa création par d'autres formations (Ernai, Sortu) et des figures majeures de l'abertzalisme comme Filipe Bidart. 
Sa première action est revendiquée en décembre 2013 avec le dépôt de sacs de charbon devant la sous-préfecture de Bayonne pour protester notamment contre l'opposition de l’État à la construction d'une ikastola à Hendaye. L'organisation lance ainsi une campagne destinée à soutenir la place de l'euskara en demandant des financements publics pour l'enseignement en basque. Le mouvement se positionne également en faveur de la création d'une collectivité basque, brûlant un mannequin à l'effigie de François Hollande en février 2014 à la suite d'un procès carnavalesque du président français opposé à cette revendication.
Le 14 juillet 2014, des membres d'Aitzina ! dérobent une centaine de panneaux de villes et villages du territoire afin de protester symboliquement contre la francisation du nom des communes basques. Un porte-parole du groupe est arrêté et placé en garde à vue et le local de l'organisation à Bayonne est perquisitionné quelques mois plus tard,. Dans la foulée, Aitzina ! lance un appel à démonter les panneaux en français. Plusieurs personnes sont de nouveau arrêtées en novembre et décembre 2013,. Fin décembre, des panneaux "Euskal Herria" sont scellés par des militants sur plusieurs routes marquant l'entrée vers le Pays basque ; ils sont retirés quelques jours plus tard.
En janvier 2015, deux militants d'Aitzina ! sont arrêtés dans le cadre de l'enquête sur l'incendie d'une maison à Itxassou en novembre 2013 sur laquelle avait été peint le slogan "Le Pays basque n'est pas à vendre" ("Euskal Herria ez da salgai"). Ils sont soutenus notamment par Euskal Herria Bai qui dénonce une répression allant "à l'encontre de la résolution du conflit au Pays basque",. Trois autres personnes sont poursuivis pour des tags et la participation à des échauffourées à Saint-Étienne-de-Baïgorry à la suite de l'arrestation de membres supposés d'ETA à Ossès en janvier 2015,.
L'organisation se mobilise pour contester l'éloignement des prisonniers basques et le maintien en détention de personnes gravement malades : elle lance ainsi une campagne d'affichage "On vous a à l’œil" sur les façades des permanences du Parti socialiste à Bayonne et des Républicains à Biarritz ainsi que sur celles de la sous-préfecture et du consulat d'Espagne. Six militants s'enchaînent aux grilles du palais de justice de Paris en décembre 2016.
Le mouvement élargit également ses mobilisations à des thématiques sociales (contestation de la loi El Khomri en appelant à participer aux manifestations, lutte contre la spéculation immobilière,,), environnementales (organisation d'un "banquet contre la malbouffe" dans un restaurant McDonald's à Hendaye) et féministes,.
Le mouvement s'autodissout en 2020,,.